# Eighth Air Force

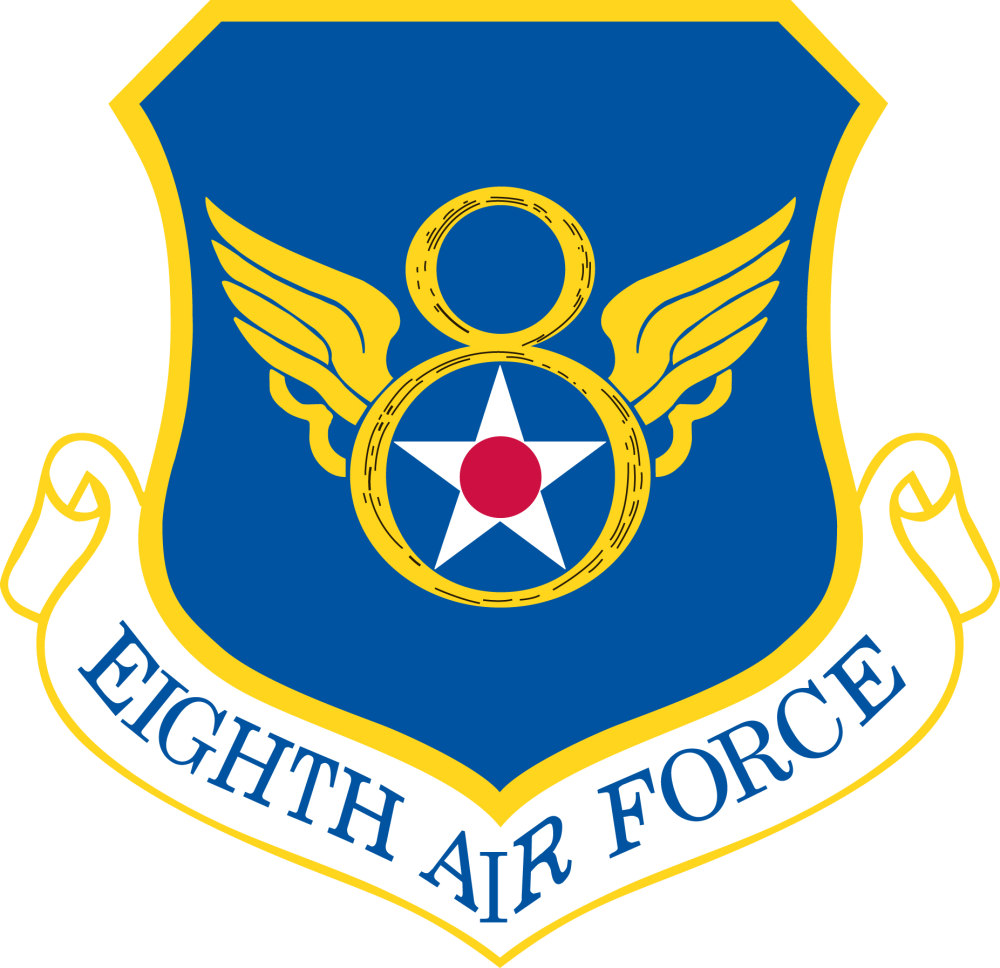
Verbandsabzeichen

Schulterabzeichen

Die Eighth Air Force (deutsch 8. US-Luftflotte, Spitzname „Mighty Eighth“) ist eine von zwei aktiven Luftflotten (Numbered Air Forces) (NAF) des Air Force Global Strike Command der United States Air Force. Sie stellt strategische Bomber- sowie Führungs- und Aufklärungskapazitäten (C4ISR) für das United States Strategic Command (STRATCOM) und das United States Joint Forces Command (JFCOM) bereit. Das Hauptquartier befindet sich auf der Barksdale Air Force Base in Louisiana. Im Zweiten Weltkrieg war die 8th Air Force Teil der US-Luftstreitkräfte auf dem europäischen Kriegsschauplatz.

## Geschichte

### Zweiter Weltkrieg
Unmittelbar nach dem Kriegseintritt der USA erfolgte im Januar 1942 die Aufstellung der 8th Air Force als Verband der United States Army Air Forces in Savannah, Georgia. Das Hauptquartier wurde im Mai des gleichen Jahres in High Wycombe, Buckinghamshire, England, eingerichtet, wo sich ebenfalls das Hauptquartier des RAF Bomber Command befand. Ihr unterstellt waren das VIII. Bomberkommando (Ira C. Eaker), das VIII. Luftunterstützungskommando und das VIII. Jägerkommando. Der Befehlshaber war Generalmajor Carl A. Spaatz.
Den ersten Kampfeinsatz gegen Ziele in Europa flogen Bomber der 15th Bombardment Group gemeinsam mit britischen Bombern am 4. Juli 1942, das Ziel waren deutsche Flugplätze in den Niederlanden. Der erste Einsatz mit B-17-Bombern wurde am 17. August 1942 gegen den Bahnhof von Rouen geflogen. Der erste Angriff auf Reichsgebiet erfolgte am 27. Januar 1943 gegen Wilhelmshaven, wenige Tage nach dem Beschluss zur Gemeinsamen Bomberoffensive (Combined Bomber Offensive) auf der Casablanca-Konferenz.
1943 gehörten folgende Untergliederungen der 8th Air Force:
- VIII Bomber Command:
  - 1st Bomb Division:
    - 1st Combat Bombardment Wing
    - 40th Combat Bombardment Wing
    - 41st Combat Bombardment Wing
    - 94th Combat Bombardment Wing
    - 482nd Bombardment Group (Pathfinder)

  - 2nd Bomb Division:
    - 2nd Combat Bombardment Wing
    - 14th Combat Bombardment Wing
    - 20th Combat Bombardment Wing

  - 3rd Bomb Division:
    - 4th Combat Bombardment Wing
    - 13th Combat Bombardment Wing
    - 45th Combat Bombardment Wing
- VIII Fighter Command:
  - 65th Fighter Wing
  - 66th Fighter Wing
  - 67th Fighter Wing
- VIII Air Service Command
  - 3rd Combat Bombardment Wing

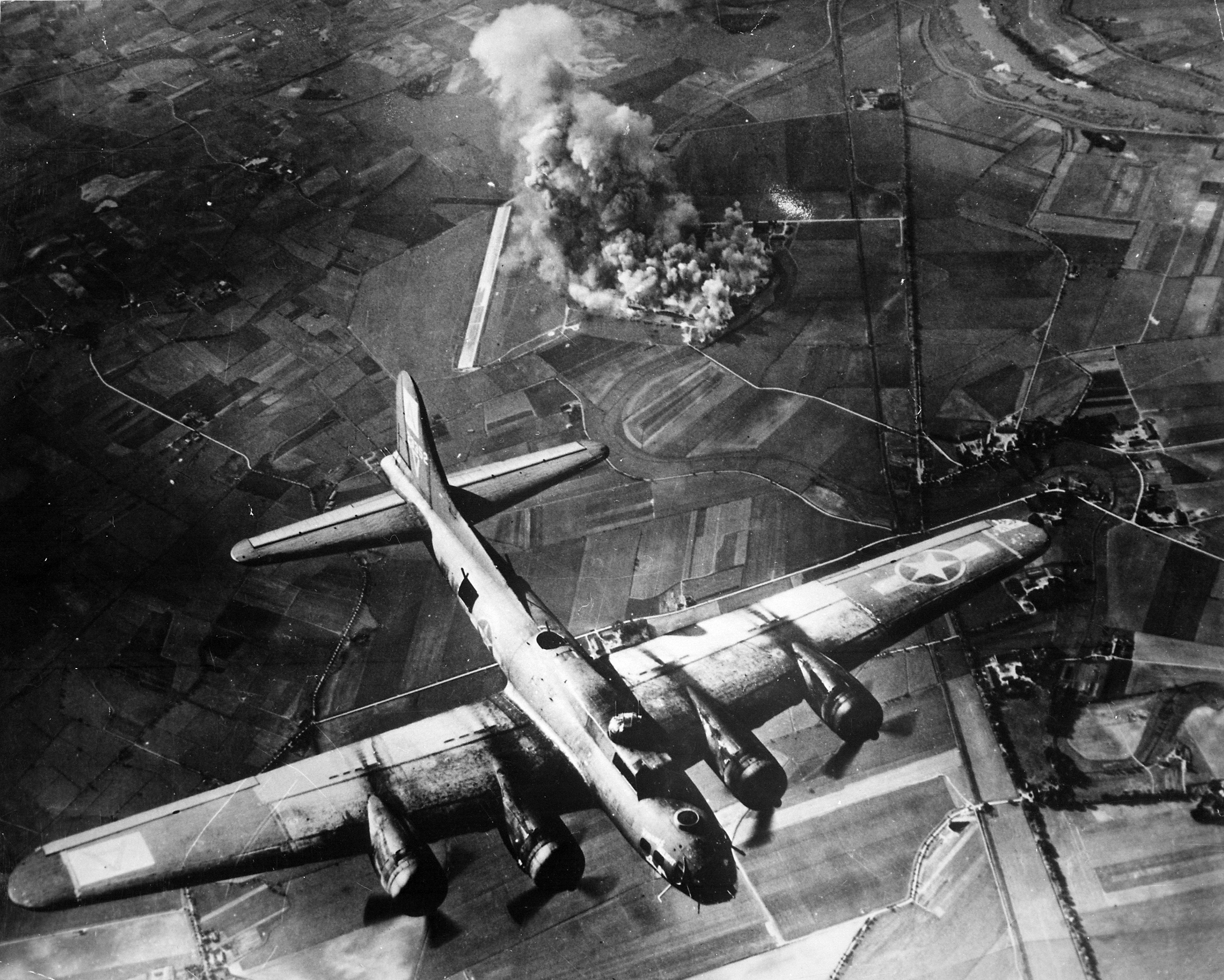
Langstreckenbomber B-17 „Flying Fortress“ beim Angriff auf das Focke-Wulf-Flugzeugwerk östlich von Marienburg (1943)

Im Januar 1944 wurde die 8th Air Force mit der in Italien stationierten 15th Air Force als United States Strategic Air Forces in Europe (USSAFE) zusammengefasst, deren Befehl General Spaatz übernahm. Neuer Befehlshaber der 8th Air Force wurde Lieutenant General James Harold Doolittle. Die 8th Air Force hatte Mitte 1944 eine Personalstärke von über 200.000 Mann und war zu diesem Zeitpunkt in der Lage, mehr als 2000 schwere Bomber und 1000 Jagdflugzeuge gemeinsam auf eine Mission zu schicken. Dafür, dass die 8th Air Force wesentlichen Anteil an der Erringung der Luftherrschaft über Europa und somit auch am Sieg der Alliierten über das Deutsche Reich hatte, musste sie schwere Verluste hinnehmen. Die Einsatzverluste im Kampf und durch andere Ursachen beliefen sich für die verwendeten Flugzeugtypen in Europa wie folgt (Totalverluste):
- B-17: 4.754
- B-24: 2.112
- P-47: 1.043
- P-38: 451
- P-51: 2.201

Die Gesamtverluste beliefen sich somit auf 10.561 Maschinen, davon 6.866 viermotorige Bomber. Bei den Einsätzen kamen rund 26.000 amerikanische Besatzungsmitglieder ums Leben, weitere 28.000 gerieten in deutsche Gefangenschaft. Auf der anderen Seite verbuchte die 8. Luftflotte 11.200 Luftsiege. 261 Jagdpiloten schossen mindestens 5 deutsche Flugzeuge ab und wurden damit zu sogenannten Assen, 31 von ihnen verbuchten 15 und mehr Luftsiege. Der erfolgreichste Jagdpilot war Francis Stanley Gabreski mit 28 Luftsiegen. 17 Soldaten erhielten die Medal of Honor, 220-Mal wurde das Distinguished Service Cross und 442.000-Mal eine Air Medal (häufig mehrmals an ein und dieselbe Person) verliehen.
Insgesamt warfen die Flugzeuge der 8. US-Luftflotte 4.377.984 Sprengbomben aller Typen und zusätzlich 27.556.978 kleine Brandbomben über Deutschland und den besetzten Gebieten ab, insgesamt 636.209 metrische Tonnen.
Nach dem Kriegsende in Europa wurde das Hauptquartier der 8th Air Force im Juli 1945 nach Okinawa und Guam verlegt, um an der Luftoffensive gegen die japanischen Hauptinseln teilzunehmen. Sie wurde neu ausgerüstet mit B-29-Langstreckenbombern. Die 8th Air Force nahm jedoch aufgrund der bereits Mitte August erfolgten Kapitulation Japans (Victory over Japan Day) an keinen Kampfhandlungen mehr teil.
Wichtige Operationen im Zweiten Weltkrieg, an denen die 8th Air Force teilnahm, waren:
- Operation Pointblank: Angriffe auf die deutsche Rüstungsindustrie ab Juni 1943 (Tagangriffe der 8th Air Force und Nachtangriffe der RAF)
- Operation Double Strike: Angriff auf Schweinfurt und Regensburg (17. August 1943)
- Operation Argument: Angriffe auf Werke der deutschen Flugzeugindustrie im Februar 1944 (Big Week)
- Operation Crossbow: Angriffe auf V1- und V2 Abschuss- und Produktionsanlagen ab August 1943
- Operation Clarion: Angriff auf das deutsche Verkehrsnetz im Februar 1945

1944 nahm der bekannte Schauspieler James Stewart als Operationsoffizier bei der 453rd Bombardment Group der 8th US Air Force an über 20 Feindflügen teil und kehrte hoch dekoriert nach Amerika zurück. In derselben Einheit diente auch der Schauspielkollege Walter Matthau.
Siehe auch: Strategic Bombing Survey

### Kalter Krieg
1946 erfolgte die Rückverlegung in die USA und die Unterstellung unter das neugebildete Strategic Air Command. Die Bombergruppen wurden nun mit B-36- und B-50-Bombern ausgerüstet. Nach dem Koreakrieg, an dem lediglich das Jagdgeschwader der 8th Air Force (27th Fighter Wing) teilnahm, erfolgte die Umrüstung auf B-47 und B-52. Die Ausrüstung wurde durch KC-135-Tankflugzeuge und nuklear bestückte Interkontinentalraketen ergänzt.
Nach dem Ausbruch des Vietnamkriegs erfolgte 1965 die Rückverlegung von B-52- und Tanker-Einheiten nach Asien (Guam, Okinawa und Thailand). Am 1. Januar 1975 wurde das Hauptquartier auf die Barksdale Air Force Base in Louisiana verlegt und die Einheiten der zuvor dort beheimateten 2. US Air Force übernommen.

### Nach 1990
Im Golfkrieg 1991 wurden mehrere Geschwader der 8th Air Force in die Golfregion verlegt und führten dort strategische Bombardierungen sowie Luftbetankungs- und Aufklärungsmissionen durch. Am 1. Juni 1992 wurde die 8th Air Force dem neugebildeten Air Combat Command (ACC) unterstellt. Es folgten Teilnahmen an den Operationen Desert Strike (1996) und Desert Fox (1998, Irak), Allied Force (1999, Jugoslawien) und seit 2001 Enduring Freedom (Afghanistan). Hierbei kam es zu den ersten Kampfeinsätzen des Überschallbombers Rockwell B-1 und des Tarnkappenbombers Northrop B-2.
Im Jahr 2001 begann die Integration von Fähigkeiten zur Informationsbeschaffung und Informationskriegsführung, zusätzlich zu den bereits vorhandenen Fähigkeiten im Bereich Command and Control, Intelligence, Surveillance and Reconnaisance (C2ISR).
Im August 2007 wurden versehentlich nuklear bestückte Cruise-Missiles vom Typ AGM-129 ACM mittels eines B-52-Bombers zwischen zwei Basen transferiert. Diese sollten eigentlich ohne ihre Sprengköpfe transportiert werden. Das Vorhandensein der Sprengköpfe fiel erst im Nachhinein auf, so dass klar war, dass mehrere Sicherheitsvorschriften für den Umgang mit Nuklearsprengköpfen verletzt worden waren.
Zum 1. Februar 2010 wurde die 8th Air Force dem kurz zuvor eingerichteten Air Force Global Strike Command unterstellt, wobei einige unterstellte Geschwader beim ACC verblieben.

## Zusammensetzung
(vor Unterstellung unter das AFGSC)
- Air Force Network Operations Center, Barksdale AFB, Louisiana
- Air Force Information Operations Center, Lackland AFB, Texas
- 2nd Bomb Wing, Barksdale AFB
- 5th Bomb Wing, Minot AFB, Norddakota
- 9th Reconnaissance Wing, Beale AFB, Kalifornien
- 55th Wing, Offutt AFB, Nebraska
- 67th Network Warfare Wing, Lackland AFB
- 116th Air Control Wing, Robins AFB, Georgia
- 509th Bomb Wing, Whiteman AFB, Missouri
- 552nd Air Control Wing, Tinker AFB, Oklahoma
- 917th Wing, Barksdale AFB

## Liste der Kommandierenden Generale ab 2006
| Name                  | Beginn der Berufung | Ende der Berufung |
| --------------------- | ------------------- | ----------------- |
| Jason Armagost        | 25. August 2023     | amtierend         |
| Andrew Gebara         | 16. August 2021     | 25. August 2023   |
| Mark E. Weatherington | 12. Juni 2020       | 16. August 2021   |
| James C. Dawkins      | 20. August 2018     | 12. Juni 2020     |
| Thomas A. Bussiere    | 4. Oktober 2016     | 20. August 2018   |
| Richard M. Clark      | 17. April 2015      | 4. Oktober 2016   |
| Scott A. Vander Hamm  | 23. Oktober 2013    | 17. April 2015    |
| Stephen W. Wilson     | 3. Juni 2011        | 23. Oktober 2013  |
| Floyd L. Carpenter    | 1. Juni 2009        | 3. Juni 2011      |
| Robert J. Elder Jr.   | 13. Juni 2006       | 1. Juni 2009      |

## Trivia
Im Dezember 1944 erhielt die 8th Air Force das 5.000 Exemplar des Bombers B-17 mit dem Namen City of Savannah von Boeing ausgeliefert. Das Flugzeug ging nach einem Luftangriff auf das sächsische Plauen am 5. März 1945 im Isergebirgsvorland verloren.

## Filmische Rezeption
- Memphis Belle, im Jahr 1990 erschienener Film
- Masters of the Air, Miniserie aus dem Jahr 2024